# Opius lacopitaensis
Opius lacopitaensis är en stekelart som beskrevs av Robert R. Kula 2003. Opius lacopitaensis ingår i släktet Opius och familjen bracksteklar. Inga underarter finns listade i Catalogue of Life.